# Cheilotrichia (Empeda) staryi
Cheilotrichia (Empeda) staryi is een tweevleugelige uit de familie steltmuggen (Limoniidae). De soort komt voor in het Palearctisch gebied.